# Manşūr Beygī
Manşūr Beygī (persiska: منصور بیگی) är en ort i Iran.   Den ligger i provinsen Khuzestan, i den centrala delen av landet, 600 km söder om huvudstaden Teheran. Manşūr Beygī ligger 295 meter över havet och antalet invånare är 161.
Terrängen runt Manşūr Beygī är platt åt sydväst, men åt nordost är den kuperad.Runt Manşūr Beygī är det ganska tätbefolkat, med 62 invånare per kvadratkilometer. Närmaste större samhälle är Behbahān, 11,9 km sydost om Manşūr Beygī. Trakten runt Manşūr Beygī består till största delen av jordbruksmark.